# 斗增九
武仙座21，又名BD+07 3164，HD 147869、SAO 121568、HR 6111，是武仙座的一颗恒星，视星等为5.85，位于銀經21.3，銀緯35.77，其B1900.0坐标为赤經16h 19m 18.5s，赤緯+7° 35.77′ 45″。